# Déterminisme géographique

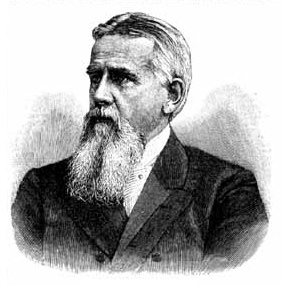
Friedrich Ratzel.

Le déterminisme géographique, aussi appelé déterminisme climatique ou déterminisme environnemental, désigne l'hypothèse selon laquelle l’environnement physique et biologique d’une société influence le développement de celle-ci de manière directe ou indirecte,. Ce sens minimal est consensuel, c'est pourquoi dans le champ de la science géographique, le débat s'est déplacé sur la nature et l'importance de cette influence sur les relations entre les sociétés humaines et leur environnement.
Les approches du XIXe siècle mettaient en avant la topographie et le climat comme facteurs déterminants pour l’homme en termes d’activité physique et psychologique, et par suite pour l'organisation des sociétés. On peut citer parmi les théoriciens du déterminisme les plus célèbres Carl Ritter ou Friedrich Ratzel. 
Au début du XXIe siècle, cette façon de penser a été largement dénoncée comme réductrice par rapport aux dimensions sociales et culturelles de réalités multicausales, et susceptible de généralisations abusives, notamment racistes. C'est à cette époque que l'école française de géographie lui aurait opposé une approche théorique plus nuancée, le possibilisme, selon lequel l'influence des milieux naturels sur les sociétés est nettement plus équivoque. Il ne faut cependant pas exagérer la force de cette opposition, qui relève en partie de l'instrumentalisation posthume de l’œuvre de Paul Vidal de La Blache par Lucien Febvre ou encore Camille Vallaux. Pour André-Louis Sanguin, "[il] n'y a jamais eu d'affrontement "Vidal possibiliste" contre "Ratzel déterministe"". La critique du déterminisme par la géographie française n'en est pas moins forte chez d'autres auteurs, à l'instar de Pierre Gourou. 
Aujourd'hui, le déterminisme géographique n'est plus une démarche revendiquée, mais plutôt une accusation lancée à l'encontre de thèses qui négligeraient les facteurs d'explication sociaux par rapport aux facteurs d'explication naturels. Des auteurs tels que Jared Diamond (pour Effondrement) ou Francis Hallé (pour La condition tropicale) ont notamment été attaqués sur ce thème.